# Colossendeis microsetosa
Colossendeis microsetosa är en havsspindelart som beskrevs av Hilton, W.A. 1943. Colossendeis microsetosa ingår i släktet Colossendeis och familjen Colossendeidae. Inga underarter finns listade i Catalogue of Life.